# Norfolk (Schiff, 1930)
Die HMS Norfolk war ein Schwerer Kreuzer der County-Klasse der Royal Navy. Der bei Fairfield in Govan bei Glasgow gebaute Kreuzer wurde am 1. Mai 1930 als erstes Schiff der dritten Gruppe dieser Klasse abgenommen. Im Zweiten Weltkrieg wurde der Kreuzer mit den Battle Honours Atlantic 1941, Bismarck Action 1941, North Africa 1942, Arctic 1943, Norway 1943 und North Cape 1943 ausgezeichnet.
Sie wurde am 8. Juli 1927 auf Kiel gelegt und am 12. Dezember 1928 vom Stapel gelassen. Nach Indienststellung versah das Schiff seinen Dienst in der britischen Home Fleet. 1931 beteiligte sich die Besatzung an der Invergordon-Meuterei. Von 1932 an war sie zunächst in der Karibik, ab 1935 dann auf der East Indies Station eingesetzt. 1939 kehrte sie zur Überholung nach Großbritannien zurück, dort befand sie sich zum Beginn des Zweiten Weltkriegs.
Die Norfolk war eines der Schiffe, auf die das deutsche Schlachtschiff Bismarck während des Unternehmens Rheinübung traf. Als Flaggschiff von Konteradmiral Frederic Wake-Walker hatte sie gemeinsam mit ihrem Schwesterschiff Suffolk die Aufgabe, die Bismarck zu beschatten und schwere Einheiten zur Bekämpfung des Schlachtschiffs heranzuführen, was letztlich auch gelang. 1943 war sie Teil der Eskorte des Nordmeergeleitzuges JW 55B, in dessen Rahmen sie am Seegefecht vor dem Nordkap mit dem deutschen Schlachtschiff Scharnhorst beteiligt war, bei dem die Scharnhorst versenkt wurde.
Am 7. Juni 1945 brachte die Norfolk König Haakon VII. von Norwegen und seine Familie aus dem britischen Exil in ihre Heimat zurück.
1949 wurde sie aus der Liste der aktiven Schiffe ausgetragen und 1950 zur Verschrottung verkauft.